# بيج ماكنزي
بيج ماكنزي (بالإنجليزية: Paige Mackenzie)‏ هي لاعبة غولف أمريكية، ولدت في 8 فبراير 1983 في ياكيما في الولايات المتحدة.

## وصلات خارجية
- بيج ماكنزي على موقع رابطة لاعبات الغولف المحترفات (الإنجليزية)